# Hans-Joachim Denecke
Hans-Joachim Denecke  (* 2. Oktober 1911 in Prenzlau; † 28. April 1990 in Heidelberg) war ein deutscher HNO-Arzt.

## Leben
Denecke war Sohn eines Revierförsters. Er studierte an den Universitäten Marburg und Freiburg Medizin. Er ging über die Friedrich-Wilhelms-Universität zu Berlin an die Ernst-Moritz-Arndt-Universität Greifswald, wo er 1936 promoviert. Er war 1937 in Prenzlau (Innere Medizin) und 1938/39 wieder in Greifswald (Pathologie). 1939–1941 diente er als Sanitätsoffizier im Heer (Wehrmacht). In Marburg wandte er sich 1941 der operativen Behandlung von Erkrankungen der Nasennebenhöhlen zu. Er wechselte 1943 an das Universitätsklinikum Heidelberg, wo er 1945 habilitierte. Der Springer-Verlag betraute ihn schon 1947 mit der Redaktion des Zentralblatts für Hals-Nasen-Ohren-Heilkunde. 1948 stellte er in Kirschners Operationslehre die Operationen an Ohr, Nase und Kehlkopf dar. 1950 wurde er zum apl. Professor ernannt. Denecke ging 1954 an das Krankenhaus Speyererhof, die heutigen Kliniken Schmieder Heidelberg.

### Im Nationalsozialismus
1933 trat Denecke der SA bei, ab 1934 war er Mitglied des NSKK. Am 10. Juni 1937 beantragte er die Aufnahme in die NSDAP und wurde rückwirkend zum 1. Mai desselben Jahres aufgenommen (Mitgliedsnummer 4.508.857).

## Veröffentlichungen (Auswahl)
- Die oto-rhino-laryngologischen Operationen. In: Nicolai Guleke (Hrsg.), Martin Kirschner (Begründer): Allgemeine und spezielle chirurgische Operationslehre. 5. Band,  Teil 3. 2. Auflage. Springer, Berlin / Heidelberg / New York 1953; 3. Auflage ebenda 1980.
- mit W. Ey unter Mitarbeit von Maria-Ursula Denecke: Die Operationen an der Nase und im Nasopharynx. In: Kirschner (Begründer): Allgemeine und spezielle chirurgische Operationslehre. Band 5, Teil 1. 3. Auflage. Springer, 1984.
- mit Rudolf Meyer: Plastische Operationen an Kopf und Hals. 2 Bände. Springer, Göttingen/Berlin 1964.

## Ehrungen
- Ehrenmitglied der Deutschen Gesellschaft für Hals-Nasen-Ohren-Heilkunde[6]
- Hans-Joachim Denecke-Preis der Gesellschaft für Schädelbasischirurgie[7]